# Dragon’s Lair
Dragon’s Lair (auf Deutsch etwa Drachenhort) ist ein Videospiel, das 1983 vom Unternehmen Cinematronics entwickelt wurde. Die Arcade-Version benutzt als eines der ersten Spiele eine Laserdisc. Dabei kontrollierte der Spieler statt eines Sprites eine Spielfigur in einem interaktiven Zeichentrickfilm, der vom Disney-Zeichner Don Bluth gestaltet worden war. Der Spieler musste mit bestimmten Joystickbewegungen zum richtigen Zeitpunkt in die laufende Handlung eingreifen. Die Gesamtlänge des Filmes beträgt insgesamt 28 Minuten, sofern man das Spiel komplett durchspielt.

## Spielinhalt
Dragon’s Lair ist eine klassische Ritter- oder Fantasygeschichte: Der Spieler steuert den Ritter Dirk, der die schöne Prinzessin Daphne aus der Gewalt des bösen Drachen Singe rettet. Zu Beginn dringt der Protagonist in die Burg ein, in der sich der Drachenhort befindet. Im Laufe von 27 Leveln muss Dirk Fallen und Gegner überwinden, um schließlich den Drachen zu erlegen und Daphne zu befreien.

### Charaktere
- Dirk the Daring (Dirk der Wagemutige)
- Prinzessin Daphne
- Zauberer Mordroc
- Drache Singe
- Rastlose Raufbolde
- Fledermaus-König

## Nachahmer und Nachfolger
Dragon’s Lair war wegen seiner damals revolutionären Grafikqualität kommerziell sehr erfolgreich. Der Erfolg des Spiels führte sogar zur Produktion einer 13-teiligen Zeichentrickserie, die in den USA ausgestrahlt wurde.
Das Spiel Space Ace ähnelte Dragon’s Lair sehr – es wurde vom gleichen Team entwickelt und erschien 1984. Erst 1991 erschien die Fortsetzung Dragon’s Lair II: Time Warp und 1992 Dragon’s Lair III: Curse of Mordread. 2002 folgte Dragon’s Lair 3D: Return to the Lair für Windows, Xbox und GameCube von DragonStone. Hierbei handelt es sich um ein 3D-Action-Adventure aus der Third-Person-Perspektive ähnlich Tomb Raider mit über 250 Räumen. Ende 2006 erschienen die ersten beiden Dragon’s-Lair-Titel und Space Ace in verbesserter Qualität in einer DVD-Box. Enthalten sind dort, wie bei Dragon’s Lair 3D, unveröffentlichtes Material zum 20-jährigen Jubiläum. Sowohl Dragon’s Lair als auch Space Ace inspirierten eigene Comic-Miniserien, die 2003 veröffentlicht wurden. Im November 2010 erschien dann ein Remake von Dragon’s Lair mit demselben Namen für die PlayStation 3 als Download-Titel vom Sony-eigenen (nord-amerikanischen) Playstation Store. Es ist ein weiteres Remake, nur mit HD-Grafik und den freischaltbaren Trophäen für die PS3-Konsole.

## Programmierung und Vorgänger
Der Programmierer war Rick Dyer. Er gründete 1983 die Firma Advanced Microcomputer Systems. Die Inspiration zu Dragon’s Lair kam ihm beim Betrachten des Spiels Astron Belt von Bally, welches auch als erstes Laserdisc-Spiel gehandelt wird (Prototyp 1982). Das allererste Laserdisc-Spiel war aber Quarter Horse (entwickelt 1981, veröffentlicht 1982). Das Studio von Don Bluth investierte 1,3 Millionen $ für die Entwicklung des Spieles. Allein 1984 spielte es 32 Millionen $ ein.

## Computerspiele
- Dragon's Lair, 1983 (Plattformen: 3DO, Android, Arcade, Blu-ray Disc Player, CD-i, DOS, DVD Player, HD DVD Player, iPad, iPhone, Jaguar, Macintosh, Nintendo DS, Nintendo DSi, PlayStation 3, PSP, SEGA CD, Windows, Windows Apps, Xbox 360)
- Dragon's Lair, 1984 (Plattformen: Amstrad CPC, Coleco Adam, Commodore 64, ZX Spectrum)
- Dragon's Lair Part II: Escape from Singe's Castle, 1987 (Plattformen: Amstrad CPC, Commodore 64, ZX Spectrum)
- Dragon's Lair, 1987 (Plattformen: Commodore 64)
- Dragon's Lair, 1989 (Plattformen: Amiga, Atari ST, DOS, Macintosh)
- Dragon's Lair: Escape from Singe's Castle, 1990 (Plattformen: Amiga, Atari ST, DOS, Macintosh)
- Sullivan Bluth Presents Dragon's Lair, 1990 (Plattformen: NES)
- Dragon's Lair II: Time Warp, 1990 (Plattformen: Amiga, Atari ST, DOS, Macintosh)
- Dragon's Lair II: Time Warp, 1991 (Plattformen: Android, Arcade, Blu-ray Disc Player, CD-i, DVD Player, iPad, iPhone, Nintendo DSi, PlayStation 3, Windows)
- Dragon's Lair: The Legend, 1991 (Plattformen: Game Boy)
- Dragon's Lair, 1992 (Plattformen: SNES)
- Dragon's Lair III: The Curse of Mordread, 1992 (Plattformen: Amiga, Atari ST, DOS, Macintosh)
- Dragon's Lair Deluxe Pack, 1998 (Plattformen: Windows)
- Dragon's Lair, 2000 (Plattformen: Game Boy Color)
- Dragon's Lair (DVD-ROM), 2000 (Plattformen: Windows)
- La trilogía Dragon's Lair, 2001 (Plattformen: Windows)
- Dragon's Lair 3D: Return to the Lair, 2002 (Plattformen: GameCube, Windows, Xbox)
- Don Bluth Presents Dragon's Lair 20th Anniversary Special Edition, 2003 (Plattformen: Windows)

## Portierungen
Dragon’s Lair wurde in Raster-Versionen, für C64, Amstrad CPC 464/664/6128, Amiga, Nintendo Entertainment System, Super Nintendo Entertainment System, Sega Mega-CD, Atari Jaguar, Game Boy Color, CD-i, 3DO, PC Disk und CD-ROM, PC 3D CD-ROM (Dragon’s Lair 3D), Nintendo DS und DVD portiert. Die DVD-Version kann direkt auf DVD-Playern gespielt werden.
Seit Dezember 2009 ist das Spiel für iPhone und iPod Touch verfügbar. Seit November 2012 ist das Spiel in HD-Auflösung für den Mac über den App Store verfügbar. Im Mai 2013 erschien das Spiel auf Steam für die Plattformen Linux, Mac und Windows.

## Sonstiges
- Die Italo-Disco-Gruppe Koto benutzte den Text der Erzählung im Eyecatcher-Modus sowie die Sounds der Spielkonsole in ihrem Lied Dragon’s Legend, das 1988 erschien.